# Роберто Миерес
Роберто Миерес (на испански: Roberto Mieres) е бивш аржентински пилот от Формула 1. Роден е на 3 декември 1924 година в Мар дел Плата, Аржентина.

## Формула 1
Роберто Миерес дебютира във Формула 1 през 1953 г. в Голямата награда на Нидерландия, в световния шампионат на Формула 1 записва 17 участия като печели 13 точки. Състезава се само за отборите на Гордини и Мазерати.